# Lill-Svärtträsket
Lill-Svärtträsket är en sjö i Storumans kommun i Lappland och ingår i Umeälvens huvudavrinningsområde. Sjön har en area på 0,832 kvadratkilometer och ligger 389,5 meter över havet. Sjön avvattnas av vattendraget Gunnarbäcken (Storbäcken).

## Delavrinningsområde
Lill-Svärtträsket ingår i det delavrinningsområde (723153-156555) som SMHI kallar för Utloppet av Lill-Svärtträsket. Medelhöjden är 412 meter över havet och ytan är 5,74 kvadratkilometer. Räknas de 3 avrinningsområdena uppströms in blir den ackumulerade arean 61,08 kvadratkilometer. Gunnarbäcken (Storbäcken) som avvattnar avrinningsområdet har biflödesordning 3, vilket innebär att vattnet flödar genom totalt 3 vattendrag innan det når havet efter 254 kilometer. Avrinningsområdet består mestadels av skog (64 procent) och sankmarker (19 procent). Avrinningsområdet har 0,83 kvadratkilometer vattenytor vilket ger det en sjöprocent på 14,5 procent.